# Hammertiefenbach
Hammertiefenbach (oder auch der Hammer Tiefenbach) ist ein Gemeindeteil von Tiefenbach im Oberpfälzer Landkreis Cham in Bayern. Spätestens seit 1925 galt der benachbarte Ortsteil Hammermühle als baulich verbunden mit Hammertiefenbach. Spätestens seit 1970 gelten beide Ortsteile als baulich verbunden mit dem Gemeindehauptort Tiefenbach. Vorher wurde der Ortsteil jahrzehntelang unter Hammertiefenbach subsumiert, bis jenes auch als mit Tiefenbach baulich verbunden galt. Die Gemeindeteilnamen wurden aber nicht aufgehoben und bestehen fort.

## Geographische Lage
Das Dorf Hammertiefenbach liegt 1 km östlich von Tiefenbach südlich der Staatsstraße 2154 von Tiefenbach nach Treffelstein an der Brücke über die Bayerische Schwarzach. Hammertiefenbach liegt gegenüber von Hammermühle.

## Geschichte
In einer Urkunde der „Hammereinigung“ aus dem 14. Jahrhundert wird der Hammer Tiefenbach erstmals schriftlich erwähnt („Albrecht Jordan mit dem hamer zu Tieffenpach“).
Es besteht aber Grund zu der Annahme, dass er schon wesentlich früher existierte.
Das Erz bezog er aus dem 70 km entfernten Amberg.
Zeichen des Tiefenbacher Hammers war eine Hirschklaue.
Im 16. Jahrhundert begann ein Niedergang des Hammerwesens. 1569/70 konnte der Tiefenbacher Hammer seine Erzschulden bei der Amberger Eisenhandelsgesellschaft nicht mehr bezahlen
und musste Schmiedeeisen in Zahlung geben. Anfang des 17. Jahrhunderts gab es noch einmal einen Aufschwung, dem der Dreißigjährige Krieg ein Ende bereitete.
Nach Ende des Dreißigjährigen Krieges stand nur noch das Hammerhaus. Die restlichen Gebäude und Werkstätten waren zerstört. Aus einem Bericht des Johann German Barbing an den Kurfürst Ferdinand Maria vom 16. Januar 1666 heißt es: „Tiefenbach. Daselbst ist auch ein Eisenhammer gewesen, bei welchem annoch das Hammerhaus steht und dermalen die von Stauding darinnen wohnen; ist aber schlimme Hoffnung, daß der Hammer wieder aufgerichtet werde.“
1841 wurde das alte Hammerschloss abgebrochen und ein neues Gebäude errichtet, das heute (2013) noch steht.

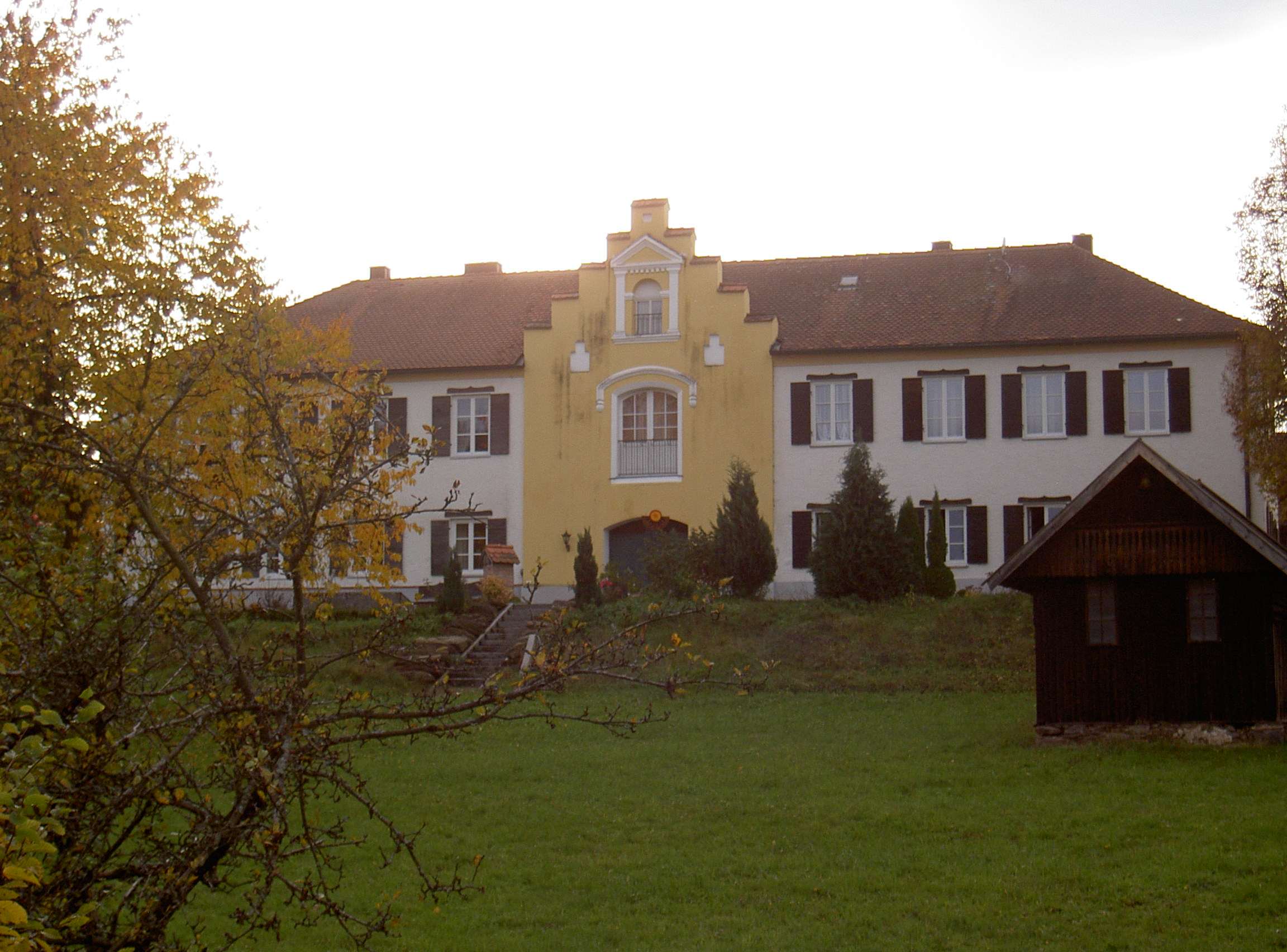
Hammerschloss

Anfang des 19. Jahrhunderts wurde der Tiefenbacher Hammer noch einmal in Betrieb genommen, konnte aber gegen die Konkurrenz der modernen Eisenerzeugung mit Hochöfen nicht bestehen.
1845 wurde er in eine Glasschleife umgebaut.
Hammertiefenbach wird in diesem Jahr mit 6 Häusern, 67 Einwohnern, dem Hammerschloss, einem Bräuhaus, einer Kapelle und einer guten Brücke aufgeführt.
Im 19. Jahrhundert gab es in Hammertiefenbach eine Mühle, eine Säge, eine Glasschleife mit Poliere sowie ein Elektrizitätswerk.
Zum Stichtag 23. März 1913 (Osterfest) wird Hammertiefenbach mit 7 Häusern und 89 Einwohnern aufgeführt.
1990 wurde in Hammertiefenbach eine Kapelle erbaut, die sich durch ihre aufwendige Ausstattung einer gewissen lokalen Bekanntheit erfreut.
Heute (2013) wird die Wasserkraft in Hammertiefenbach zur Stromgewinnung genutzt.

## Persönlichkeiten
- Adam Vogl (1886–im 20. Jahrhundert), Landrat